# 費迪克·費查
費迪克·查爾斯·費查（Frederick Charles Toomer，1992年2月19日—），英格蘭足球運動員，司職門將、前鋒，現效力香港超級足球聯賽球隊香港足球會。

## 球員生涯
費查於英格蘭低組別球會伊斯特利青年軍展開球員生涯，但上陣機會不多，之後轉折效力多支低組別球會。2012年費查來到香港發展，初期只參與業餘球隊比賽，2017年加入港甲球會港會，2021年跟隨球隊首次征戰頂級聯賽。
2023年2月5日，港會主場迎戰晉峰的港超聯中，為港會把關的費查在96分鐘補時階段門前倒排射入，為港會追和一比一完場。費查除了攻入職業生涯第一球外，亦成為香港超級足球聯賽成立以來第一位入球的門將。2023年2月19日，港會主場迎戰深水埗的港超聯後，第五次奪得全場最佳球員。